# Forstaubach
Der Forstaubach ist ein rechter Nebenfluss der Enns in den beiden Bundesländern Salzburg und Steiermark in Österreich.

## Verlauf
Der Forstaubach entspringt in den Schladminger Tauern nördlich der Seekarscharte. Er fließt in nördlicher Richtung bis Forstau, wendet sich dort nach Osten und mündet bei Gleiming in die Enns.
Der größte Teil des Einzugsgebietes liegt in der Gemeinde Forstau im Bundesland Salzburg. Ein Nebenbach, der Hölltalbach, entspringt in der Gemeinde Radstadt. Etwa einen Kilometer vor seiner Mündung überquert der Forstaubach die Landesgrenze zur Steiermark und fließt dann in der Gemeinde Schladming.

## Nebenbäche
Das Einzugsgebiet des Forstaubachs umfasst 64,67 Quadratkilometer. Die wichtigsten Nebenbäche sind:
| Name                 | Mündungsseite | Mündungsort  | Einzugsgebiet in km² |
| -------------------- | ------------- | ------------ | -------------------- |
| Oberhüttenbach       | rechts        | Vögeialm     | 3,19                 |
| Laitternbach         | links         | Hintereggalm | 4,91                 |
| Bach vom Frauenkar   | links         | Bergalm      | 1,70                 |
| Bach vom Peterarzkar | links         | Ellmaualm    | 1,49                 |
| Farmaubach           | links         | Farmau       | 3,94                 |
| Rotenjochbach        | links         | Fallhus      | 3,39                 |
| Hölltalbach          | links         | Forstau      | 6,11                 |
| Wallnerbach          | links         | Forstau      | 4,42                 |

## Kleinkraftwerk
Seit 2015 betreiben die Österreichischen Bundesforste das Wasserkraftwerk Forstaubach. Bei einer Fallhöhe von 99 m und einer Ausbauwassermenge von 2100 l/s liefert eine Pelton-Francis-Turbine ein Regelarbeitsvermögen von 6500 MWh.

## Wandern
Die 10. Etappe des Leonhardswegs von Salzburg nach Tamsweg führt von Forstau den Forstaubach entlang zur Vögeialm und weiter zur Oberhütte.